# Општина Владени (Јаломица)
Владени (рум. Vlădeni) општина је у Румунији у округу Јаломица.
Oпштина се налази на надморској висини од 12 m.